# 阿久津貞司
阿久津 貞司（あくつ さだじ、1945年〈昭和20年〉1月18日 - ）は、日本の政治家。元群馬県渋川市長（2期）、元子持村長（2期）、元子持村議会議員（3期）。

## 来歴
1963年（昭和38年）3月、群馬県立中之条高等学校卒業。花卉園芸農業に従事。1984年（昭和59年）10月8日、子持村議会議員に就任。以後、同村議を3期つとめる。1999年（平成11年）12月8日、子持村長に就任。
2006年（平成18年）2月20日、子持村は、（旧）渋川市と北群馬郡伊香保町・小野上村・勢多郡赤城村・北橘村との新設合併により、新制の渋川市となる。合併の前日の同年2月19日、村長を辞任。
2009年（平成21年）7月28日、渋川市長の木暮治一が在職中に死去。それに伴って同年9月13日に執行された渋川市長選挙に無所属で立候補し初当選、同日、市長に就任。
2017年（平成29年）8月26日、任期満了に伴う渋川市長選挙に立候補するも、元群馬県副知事の髙木勉に破れ落選。
2023年（令和5年）春の叙勲で旭日小綬章を受章した。